# John Martin (racerförare)
John Martin, född den 8 juli 1984 i Gosford är en australiensisk racerförare.